# شهرستان زوگانگ
شهرستان زوگانگ (به لاتین: Zogang County) یک شهرستان‌های جمهوری خلق چین در چین است که در چامدو واقع شده‌است.
 شهرستان زوگانگ  ۴۴٬۳۲۰ نفر جمعیت دارد.